# Valdesiani
I valdesiani furono una forte componente del movimento filosofico-religioso definito evangelismo, diffuso soprattutto in Italia nel XVI secolo. Prende il nome dal suo principale fautore, Juan de Valdés, cavaliere e filosofo spagnolo trasferito in Italia a seguito dell'imperatore alla cui corte lavorava, e poi rimasto a Napoli dal 1533, dove ebbe vantaggi finanziari ereditati dal fratello. 
I concetti dello spiritualismo valdesiano presero forza soprattutto all'interno di una cerchia di personaggi dell'aristocrazia e perfino del clero regolare della Chiesa cattolica Romana. Tra questi i più celebri erano i cardinali Giovanni Gerolamo Morone, Bernardino Ochino, Pier Martire Vermigli, Francesco Renato e forse anche Reginald Pole; le aristocratiche Caterina Cybo e Giulia Gonzaga; grandi pensatori del tempo quali Pietro Carnesecchi, Marcantonio Flaminio e Mario Galeota. Fu sempre una dottrina mantenuta segreta, visto il clima reazionario che viveva l'Europa, sconvolta da due decenni di guerre religiose (e non) e dal moltiplicarsi di confessioni riformate e scismatiche.
Dopo la morte di Valdés nel 1541, il gruppo a lui fedele si sciolse presto, e il clima di intransigenza papale sempre crescente portò all'arresto di alcuni di loro. In particolare: Papa Paolo IV fece mettere all'Indice dei libri proibiti il testo fondamentale dei valdesiani, il Diálogo de doctrina christiana; Papa Paolo IV applicò una dura politica di repressione dei movimenti religiosi paralleli a quello ufficiale, fece processare il vescovo Vittore Soranzo e arrestare il cardinale Giovanni Gerolamo Morone; Papa Pio V fece giustiziare Pietro Carnesecchi davanti a Castel Sant'Angelo.

## Pensiero valdesiano
I valdesiani, al pari degli spirituali, rivedono la religione cristiana, separandosi dalla natura prettamente dogmatica della Chiesa cattolica. Cambia innanzitutto la visione della parola rivelata, del verbo professato direttamente da Dio attraverso cui l'uomo apprende il messaggio divino e la sua Legge.
Laddove per cattolici e protestanti essa ha fondamento unicamente nei sacri testi, per Valdés il baricentro della fede cambia nettamente. I testi contengono di certo la parola di Dio, ma il suo studio miope e forzato non garantisce una piena esperienza nel contatto con Dio e nel cammino del proprio automiglioramento. Il Sacro testo può essere una fonte di conoscenza e una base per l'accrescimento spirituale, ma in sé non è fondamentale nella vita del vero cristiano. Il concreto perno della religione è l'esperienza individuale, una fede che scaturisce dall'interiorità del singolo, che delinea da sé l'idea di Dio in un cammino spirituale costante. La natura e le sue esperienze sensibili vanno vissute in maniera spiritualmente libera da vincoli temporali.
Il dogma non diventa fede ma forzatura, deviazione materiale che snatura la materia dello spirito. Ecco perché, secondo Valdés, il vero accrescimento della fede singola può essere interiorizzato senza mediazioni di alcuna gerarchia garante della volontà divina. Ciascun individuo è capace di entrare in contatto col creatore al pari degli altri, ed un prete non avrà per definizione alcun "favoritismo" nel percepire il messaggio rispetto agli umili. Nell'esempio di Cristo si trova il viaggio perfetto e ideale che lo spirito umano compie nell'ascesa alla consapevolezza di Dio.
Tali tesi stridono con la Chiesa cattolica come veniva vissuta allora, ma anche con le fedi riformate (protestanti), giacché esse fondano l'integrità della comunità dei fedeli sul concetto della Sola scriptura.